# 飯田山
飯田山（いいださん）は、熊本百名山の一つで熊本県上益城郡益城町に位置する。

## 概要
標高431.2メートル。8合目には天台宗の常楽寺がある。東麓には天君ダムがあり、そこから南麓へかけ蛇行しながら矢形川が流れる。熊本市の金峰山に背くらべで負けて「もう、いいださん」と言ったために飯田山となったという民話も残る。